# Монгон
Монго́н (фр. Montgon) — коммуна во Франции, находится в регионе Шампань — Арденны. Департамент коммуны — Арденны. Входит в состав кантона Ле-Шен. Округ коммуны — Вузье.
Код INSEE коммуны — 08301.
Коммуна расположена приблизительно в 190 км к северо-востоку от Парижа, в 70 км северо-восточнее Шалон-ан-Шампани, в 30 км к югу от Шарлевиль-Мезьера.

## Население
Население коммуны на 2008 год составляло 74 человека.
| 1962 | 1968 | 1975 | 1982 | 1990 | 1999 | 2008 |
| ---- | ---- | ---- | ---- | ---- | ---- | ---- |
| 176  | 176  | 141  | 116  | 97   | 97   | 74   |

## Экономика
В 2007 году среди 49 человек в трудоспособном возрасте (15—64 лет) 34 были экономически активными, 15 — неактивными (показатель активности — 69,4 %, в 1999 году было 63,6 %). Из 34 активных работали 32 человека (19 мужчин и 13 женщин), безработными были 2 женщины. Среди 15 неактивных 3 человека были учениками или студентами, 9 — пенсионерами, 3 были неактивными по другим причинам.

## Фотогалерея

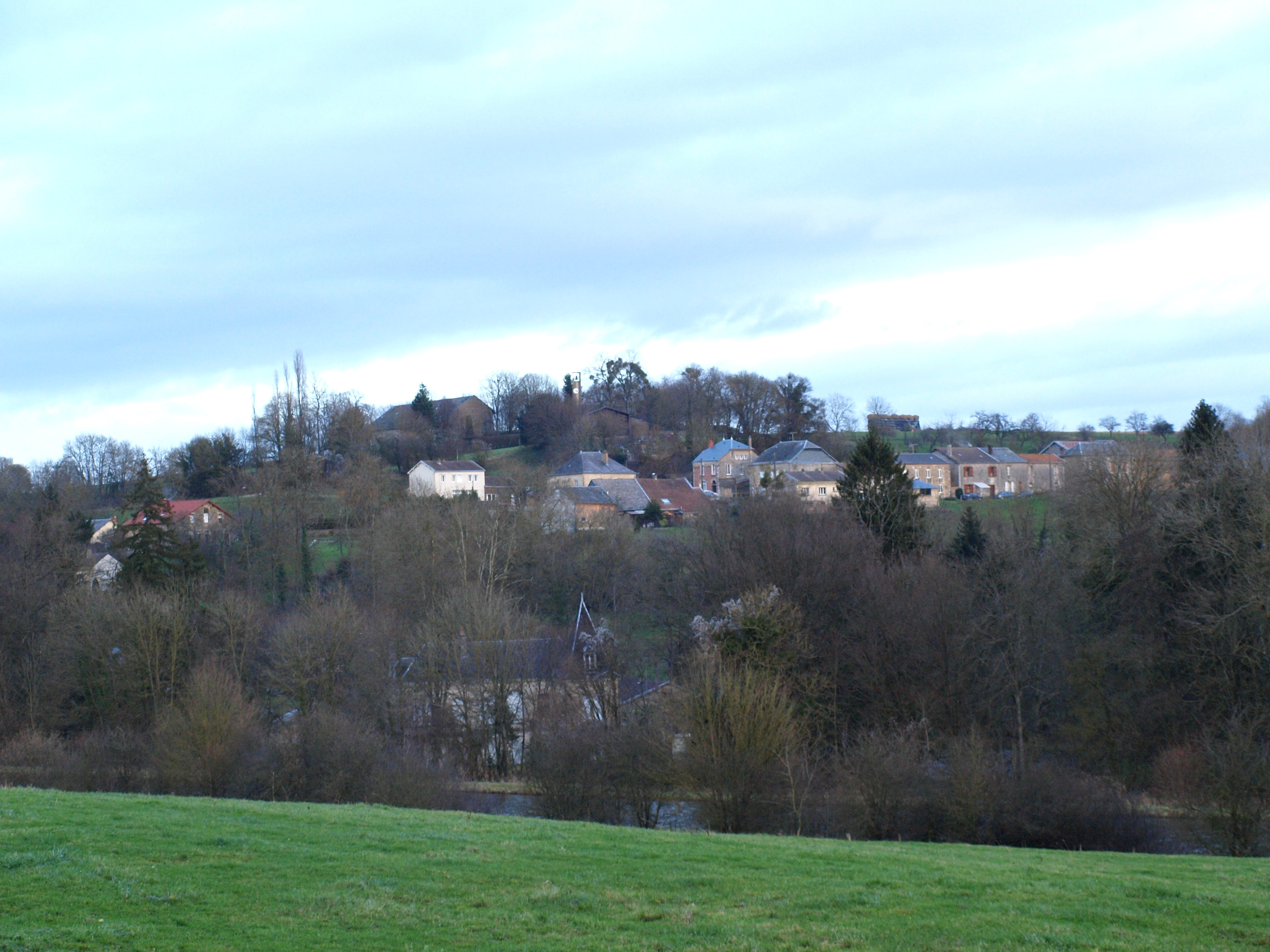
Монгон
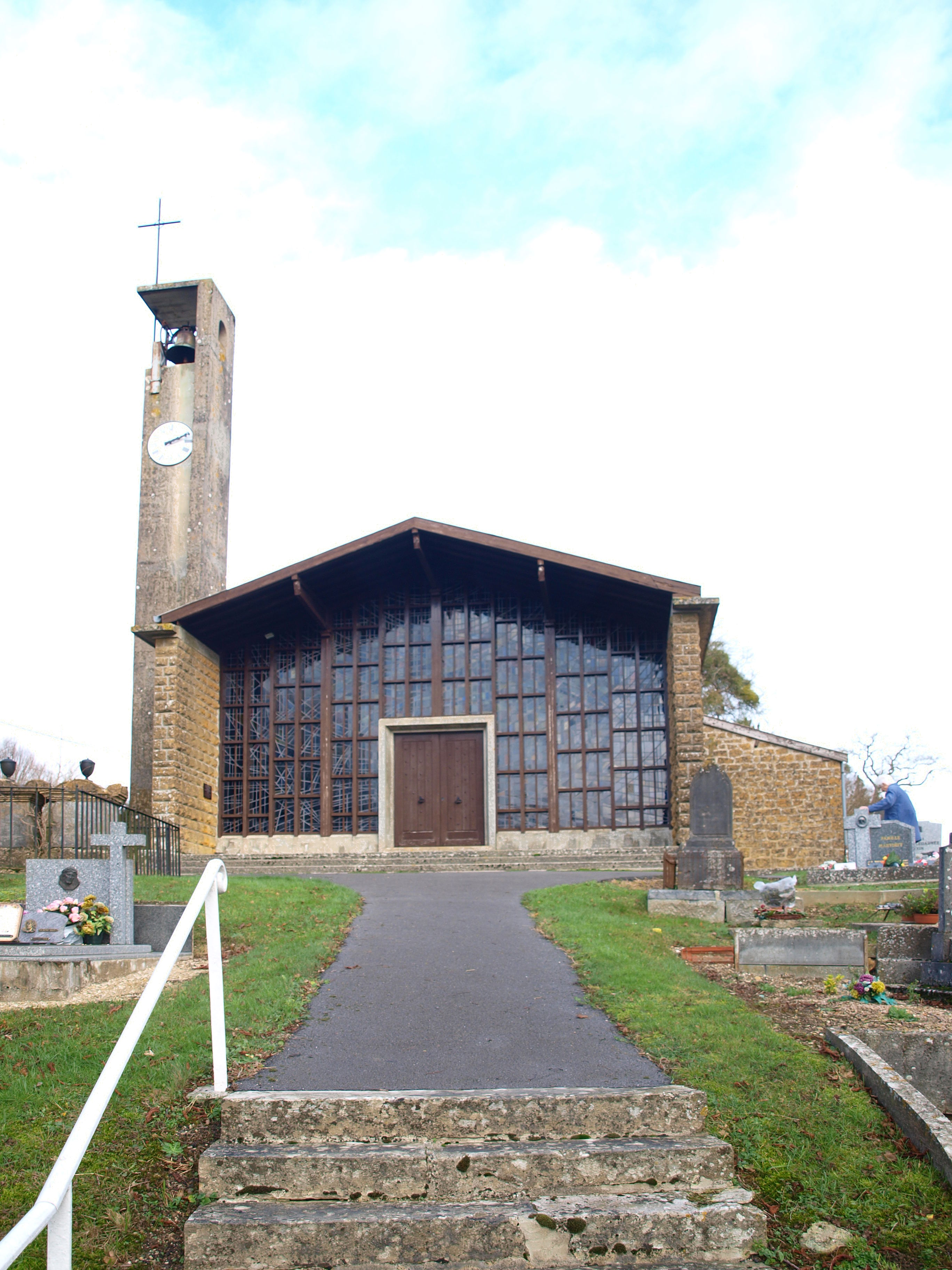
Церковь
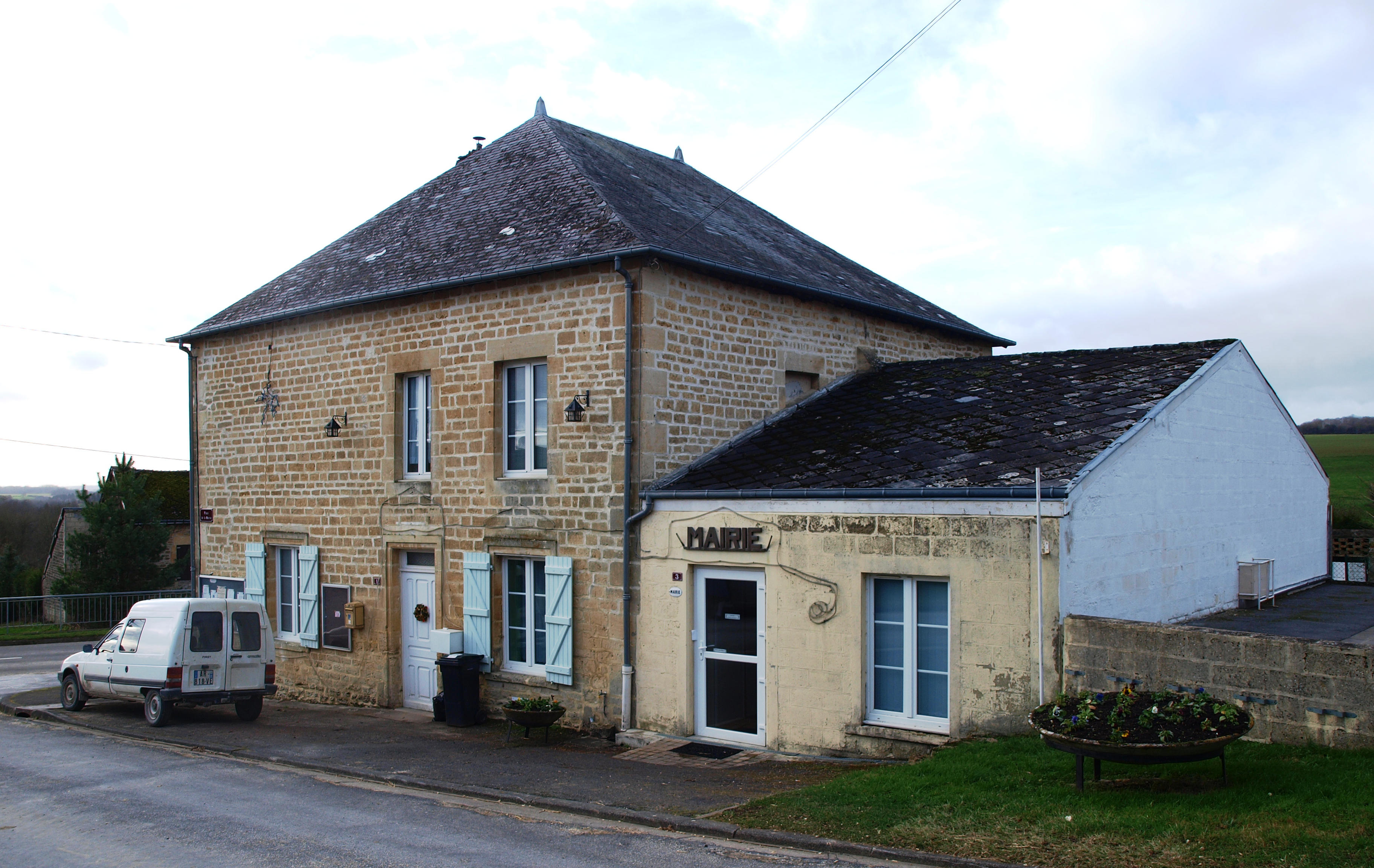
Мэрия
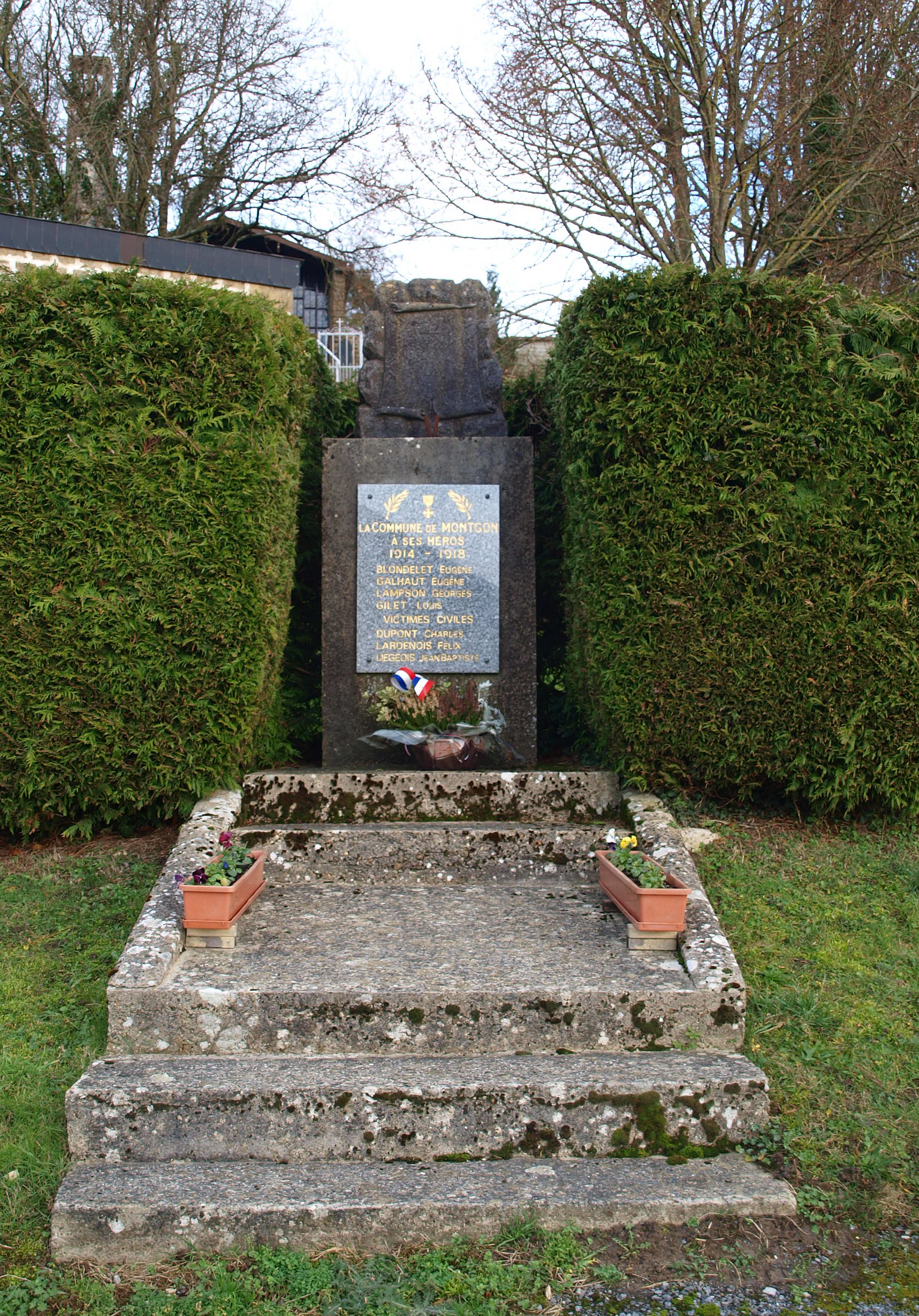
Памятник погибшим в Первой мировой войне